# Chipiajes jezik
Chipiajes jezik (ISO 639-3: cbe), izumrli indijanski jezik iz Kolumbije. Raymond G. Gordon vodi ga kao neklasificirani južnoamerički indijanski jezik.
Naziv je čest kao drugo ime kod Indijanaca Sáliva i Guahibo.

## Vanjske poveznice
- Ethnologue (14th)
- Ethnologue (15th)